# 潘建伟 (1969年)
潘建伟（1969年9月—），男，浙江绍兴人，中华人民共和国植物学家。

## 生平
1990年8月，在绍兴市袍江中学任教。1995年考入杭州大学遗传学系，获遗传学硕士学位。1999年，考入浙江大学，攻读遗传学博士学位。2003年1月，在新加坡分子细胞生物学研究所工作，从事植物PIN介导生长素极性运输的分子机理研究。2005年2月，在美国塞缪尔·诺贝基金会（Samuel Roberts Noble Foundation）从事科研工作。2008年2月，返回浙江大学，担任教师。2008年11月，经马伯军力邀，在浙江师范大学担任教授。2013年，他主持的“植物向光性生长调控机制领域”项目获批为国家自然科学基金重大研究计划项目。2016年，项目取得新进展。2017年3月，担任兰州大学大学生命科学学院教授。